# 赤倉温泉スキー場

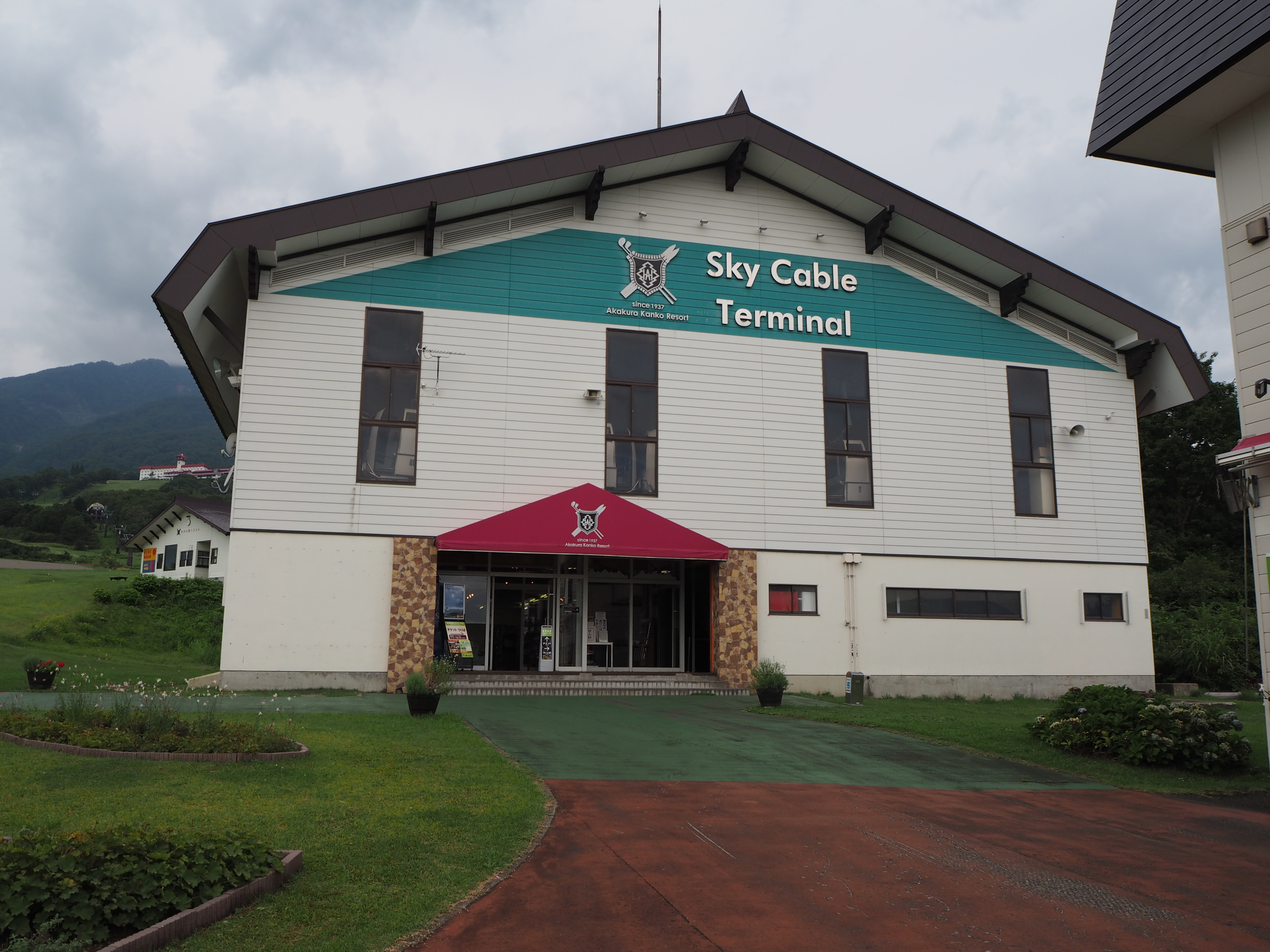
妙高高原スカイケーブル乗り場（2018年8月）

赤倉温泉スキー場は、新潟県妙高市にあるスキー場。志賀高原、野沢温泉と共に日本のスキーリゾートとして最も長い歴史を持つ、名門スキー場である。本項目では2021年現在赤倉観光リゾートスキー場・赤倉温泉スキー場と呼ばれている隣接した2つのスキー場をまとめて扱っている。過去においてこれらのスキー場は全体を赤倉温泉スキー場と称していた時期がある(沿革項参照)。2021年現在においては両スキー場は単独のエリア券のほか共通リフト券も販売されている。また「妙高赤倉スノーエリア」と称する共通ゲレンデマップも配布されている。

## ゲレンデ

### 赤倉観光リゾートスキー場エリア

#### ホテルゲレンデ
日本屈指の歴史と伝統を誇るリゾートホテル赤倉観光ホテルがある。ゴンドラを使ってのロングクルージングが楽しめる。
- ホテルAコース…かつての「前山第3コース」。カービング上級者には絶好のフィールド。
- ホテルBコース
- ホテルCコース…かつての「前山第3迂回コース」。
- ホテルメインスロープ…かつての「オークラスロープ」。
- ホテルビギナーコース

#### チャンピオンゲレンデ
国体など数々の大会に使われた中上級者向けコースがとても充実している。
- チャンピオンビギナーAコース…かつての「チャンピオン第1ゲレンデ」。初めての人にも適した幅広い緩斜面。
- チャンピオンビギナーBコース…かつての「チャンピオン第2コース」。
- チャンピオンAコース…スキー場きっての名物コースで、上級者限定。特に最後の600mに渡って続く急斜面にはデモコブが連続し、テクニックが試される。回転バーンと呼ばれていた。
- チャンピオンBコース…上級者コースと表示されることが多いが中級者でも何とかなる。圧雪カービングバーン。
- 女子国体コース…かつての「チャンピオン迂回コース」。観光ホテル方面へのコースを分けてから次第に急になる。唯一の連絡コースでありながら初級者には厳しい。
- チャンピオン第5コース…2009-2010シーズンのチャンピオン第5ペアリフト廃止に伴い閉鎖。
- チャンピオン第6コース…スキー場最上部の上級コース。降雪直後はパウダー天国。チャンピオン第6リフト廃止に伴い閉鎖。

### 赤倉温泉スキー場エリア

#### ヨーデルゲレンデ
林間コースからスキー場一の難関コースまで変化に富んでいる。
- 関見ゲレンデ
- ヨーデルゲレンデ…距離は短いが幅が広く滑りやすい。2015-2016シーズン頃より、中央部を非圧雪としている。
- エレガントコース…初級者に最適な林間ロングコース。
- モーグルチャレンジコース(旧 丸山チャレンジコース)…下から見るとほとんど崖に近く、転ぶと下まで止まらない。現在は上部のみ。未圧雪コブ斜面。
- アルペンコース(旧 丸山アルペンコース)…斜度20度前後の圧雪バーン。
- スーパーモーグルコース…現在は公式コースではなくなっているが、整備されており、一応滑走可能。えぐられた巨大なコブが滑走者を圧倒する。フリースタイル上級者限定であり、安易な挑戦は事故につながるので要注意。

#### くまどーゲレンデ
早くからスノーボードの受け入れに積極的であった。そのせいかスノーボーダーの割合が高い。
- 銀嶺ゲレンデ…雰囲気のある林間コース。斜度は初スキーでも安心の緩斜面。
- パノラマコース…中級者にとって非常に快適なクルージングコース。ナイター可。
- カラマツコース
- シルバーコース
- ユートピアゲレンデ…北向きの静かなゲレンデ。
- ラビットコース

## 施設
- 赤倉観光リゾートスキー場
  - クワッドリフト：5基(うちフード付き3基)、トリプルリフト：1基、妙高高原スカイケーブル（6人乗りゴンドラリフト）：1基 計7基
  - 駐車場 1000台 ゲレンデサイドにあるので便利である。
- 赤倉温泉スキー場
  - クワッドリフト：2基、トリプルリフト：4基（1基は自動循環式/3基は固定循環式）、ペアリフト：8基 計14基
  - ムービングベルト：1基(ヨーデルインフォメーションからヨーデル第1トリプル乗り場まで上るための、標高差10m・距離60mほどのもの。ベルトは滑りやすいため気をつけたほうがよい)
  - リフト券販売所となっているインフォメーションは、ヨーデル・くまどーに各1ヶ所。
  - ヨーデルロッジ、レストランモンタニュ、ハイジ　他レストハウス多数
  - 駐車場 第1駐車場 800台 くまどー駐車場 500台
    - 第1駐車場はゲレンデサイドではないため、第1駐車場→ヨーデルインフォメーション→くまどーインフォメーション→第1駐車場 を循環する無料バスが運行している。
- 赤倉シャンツェ
  - 2002年（平成14年）の妙高国体のジャンプ競技会場として建設され、2001年（平成13年）9月に完成したノーマルヒル（HS-100 K-90）、ミディアムヒル（HS-68 K-60）併設のジャンプ競技場である[2]。現在は、新潟県から指定管理者に委任して運営しており、赤倉温泉スキー場及び赤倉観光リゾートスキー場とは別に独立した施設として管理運営されている。

## グリーンシーズン
グリーンシーズンにおいては、妙高高原スカイケーブルが運行しており、妙高山の登山にも利用できる。

## その他
- 現在の赤倉観光リゾートスキー場エリアは、(赤倉観光)ホテルゲレンデとチャンピオンゲレンデで構成されている。また現在の赤倉温泉スキー場エリアは、(中央[注 6]・)ヨーデル・くまどー・銀嶺のゲレンデエリアから構成されている。それぞれ異なった索道会社が運営していたため、各エリアで雰囲気や経営方針が異なっており、スキー場全体としての統一感に欠けるきらいがある。なお赤倉観光リゾートスキー場は、2005年に京王電鉄がチャンピオンゲレンデを赤倉観光ホテルに譲渡したため経営が統合された。また赤倉温泉スキー場エリアの中央・ヨーデル・くまどーの経営は、2013年に株式会社鈴木商会により統合された。銀嶺ゲレンデは2020年時点においても株式会社銀嶺観光が経営している模様[3]。
- ゲレンデ内の案内表示はあまり充実しているとは言えない状況にある。もともと複数のスキー場を併せてできた所であり複雑な斜面構成のため、迷子になる来場者も多い。
- コースは非常にバラエティに富んでおり、どのレベルのスキーヤー、スノーボーダーが訪れても満足できる。ただし観光ホテルゲレンデとその他の3つのエリアとの連絡コースは、初級者には厳しい斜度のために行き来が出来ないので注意が必要。
- 麓のゲレンデはほとんど全てが初級者コースである。初めてスキー、スノーボードをする人を安心して連れて行けるスキー場である。
- 世界でも屈指の豪雪地帯にあるために晴天率は低い。その代わり豊富な積雪に恵まれている。
- 中上級者向けのコースは赤倉観光リゾートエリア上部に集中している。
- 麓の赤倉温泉は江戸時代以来の名湯である。日帰り温泉施設として「滝の湯」という露天風呂が存在するが、スキーシーズン中（12月～4月）は休業となる。ただし、立ち寄り可能な旅館やホテルはある。

## アクセス
公共交通
- えちごトキめき鉄道妙高はねうまライン・しなの鉄道北しなの線妙高高原駅から西へ5 km。
  - 同駅からはスキー場が運行する予約制無料シャトルバス[4]のほか、妙高市営バス（ぶらっと妙高山麓周遊バス）やMt.Myokoシャトルバスも利用でき、後者2つは池の平温泉スキー場や妙高杉ノ原スキー場をはじめとする近隣のスキー場を結んで周遊できる。
- このほか、当スキー場周辺エリアへの直通アクセスとしては、季節限定で北陸新幹線上越妙高駅から頸南バス「妙高高原ライナー」が運行されている。

車
- 上信越自動車道妙高高原ICから県道で6 km
  - 国道18号からスキー場への坂道は毎年スタックする車が続出している。スタッドレスタイヤ車でも金属チェーンを携行した方がよい（特に二輪駆動車）。
  - 上信越自動車道信濃町IC～新井PAの区間は平成30年12月からいわゆる「新チェーン規制」区間となっており、「大雪に関する緊急発表」が発表されるような集中的な大雪が予想される場合は、スタッドレスタイヤ装着車であってもチェーンを装着しないと走行できない規制が行われる場合がある。

## 沿革

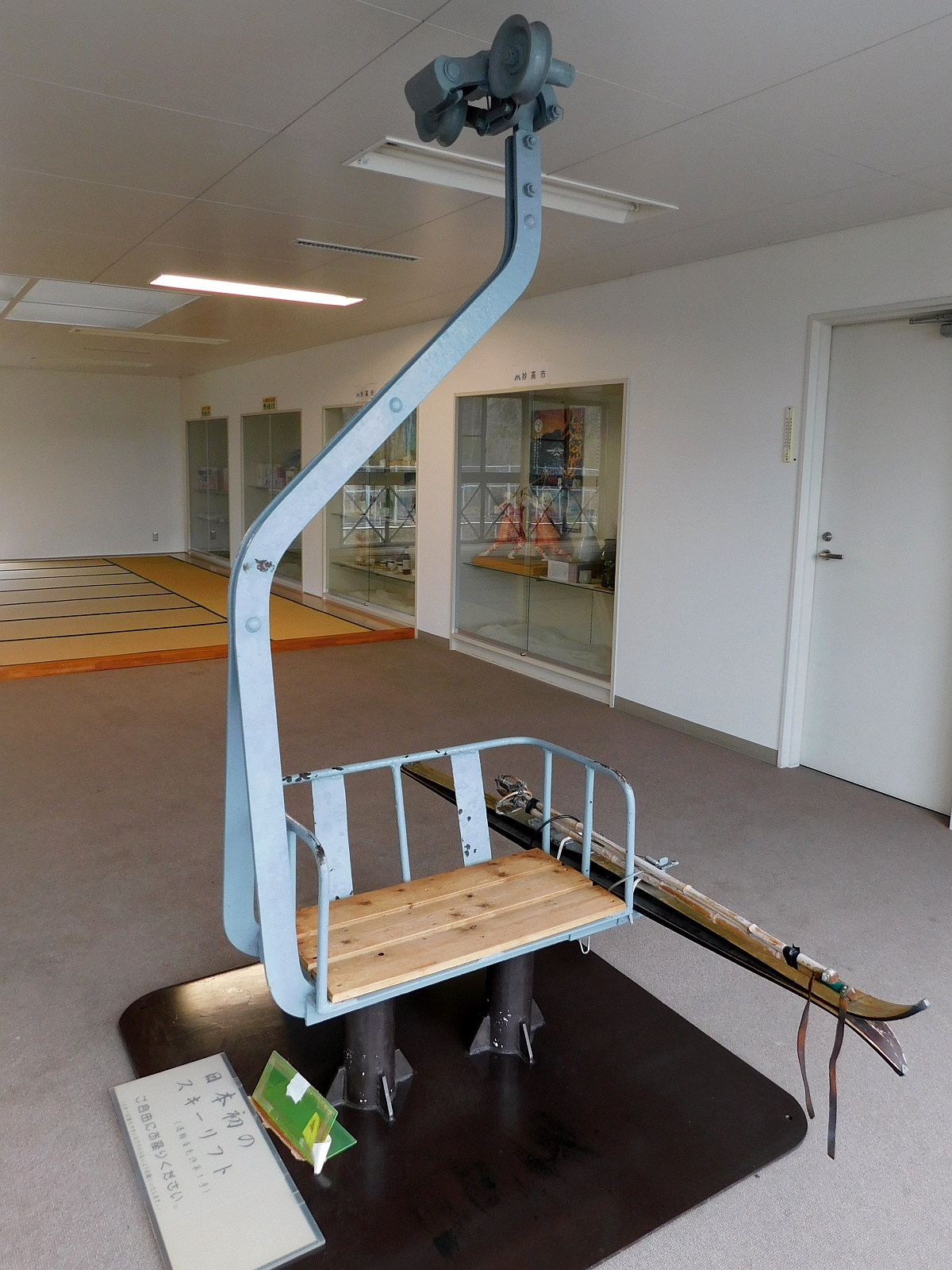
妙高SA（下）で展示されている日本最初のリフト

- 1937年(昭和12年) - 12月12日12時、赤倉観光ホテル（国策ホテル）開業と同時にスキー場開設[注 7]。日本政府が海外からの観光客を増やす目的で推進していた政策により「国際スキー場」に指定される[6]。
- 1950年(昭和25年) - 3月、赤倉チャンピオンスキー場開設[7]。10月、新潟県観光施設株式会社により運輸省（当時）認可としては日本国内第1号となる1300mのスキーリフトが設置された[8][9][注 8]。新潟県観光施設株式会社はこの後中央ゲレンデと呼ばれるエリアを運営していく。
- 1955年(昭和30年) - 赤倉観光ホテル株式会社により1262mのリフトが設置される[9]。
- 1958年(昭和33年) - 株式会社鈴木商会により赤倉熊堂スキー場開設(→赤倉くまどースキー場→現赤倉温泉スキー場くまどーゲレンデ)[10][注 9]。赤倉温泉保勝協会により丸山リフトが設置される[9]。
- 1962年(昭和37年) - このころのスキー場ガイド本によると、現在の中央ゲレンデ下部はカヤバスキー場と呼ばれていた[注 10][13]。新潟県観光施設株式会社により関見ペアリフト 307mが設置される(現ヨーデル第4ペア)。
- 1964年(昭和39年) - 泰明観光株式会社により赤倉チャンピオンスキー場に803m, 299m のリフトが設置される[11]。その後赤倉チャンピオンスキー場は京王重機整備株式会社による運営となる(→京王赤倉チャンピオンスキー場)[14]。
- 1965年(昭和40年) - 株式会社銀嶺観光により208mのリフトが設置される[14]。
- 1969年(昭和44年) - 株式会社赤倉スキー観光サービスによりヨーデル第1リフト330m 第2リフト479mが設置される[15]。
- 1978年(昭和53年) - このころのスキー場ガイド本では、赤倉・新赤倉温泉スキー場(2021年現在の赤倉観光リゾートスキー場のエリア)、赤倉中央・熊堂スキー場(2021年現在の赤倉温泉スキー場のエリア)と呼んでいた[16]。
- 1984年(昭和59年) - 新潟県観光施設株式会社により中央トリプルリフト 1386mが設置される(現ヨーデル第1トリプル)。赤倉観光開発株式会社により妙高高原ゴンドラリフト 2607m が設置される(現 妙高高原スカイケーブル)。
- 1987年(昭和62年) - このころのスキー場ガイド本では、赤倉中央・新赤倉・赤倉観光ホテル・チャンピオンを赤倉スキー場と呼んでいた[17]。赤倉熊堂スキー場は連絡はしていたが別扱いであった模様。
- 1988年(昭和63年) - 11月、京王赤倉チャンピオンスキー場が京王重機整備株式会社から京王レクリエーション株式会社に移管される[18]。
- 1992年(平成4年) - 新潟県観光施設株式会社により丸山トリプルリフトが設置される(現ヨーデル第5トリプル)[19]。
- 1998年(平成10年) - このころのスキー場ガイド本では、2021年現在の赤倉観光リゾートスキー場のエリアと赤倉温泉スキー場のエリアをまとめて、赤倉・新赤倉温泉スキー場と呼んでいた[20]。また別の書籍では妙高赤倉 新赤倉スキー場とも[21]。
- 2002年(平成14年) - 10月、中央ゲレンデ(と池の平温泉スキー場カヤバゲレンデ)を運営する新潟県観光施設株式会社が民事再生を申し立てる。負債15億円[22]。
- 2004年(平成16年) - このころは全体を赤倉温泉スキー場と称していた。webサイトでは「赤倉くまどー、赤倉銀嶺、赤倉中央、赤倉ヨーデル、京王赤倉チャンピオン、赤倉観光ホテルの6つの特色あるゲレンデ」からなると紹介し、全山共通券のほか、赤倉観光ホテルゲレンデ・京王赤倉チャンピオンゲレンデと赤倉中央ゲレンデが滑走可能な「赤倉まえやまエリア券」、赤倉くまどーゲレンデ(ヨーデル、銀嶺を含む)と赤倉中央ゲレンデが滑走可能な「赤倉くまどーエリア券」が販売されていた[23]。
- 2005年(平成17年) - 京王電鉄が京王赤倉チャンピオンスキー場を赤倉観光ホテルに営業譲渡[24][18]。
- 2006年(平成18年) - 2006-2007シーズン頃より、赤倉観光ホテルゲレンデ・チャンピオンゲレンデのエリアを赤倉観光リゾートスキー場と呼ぶようになった。
- 2008年(平成20年) - 2008-2009シーズンは索道会社間の利害調整の不調により全山共通券が廃止となった。これに対して来場者からは不満の声が挙がっていた。そのためか、2009-2010シーズンより全山共通券が復活することとなった。
- 2009年(平成21年) - 2009-2010シーズンから、赤倉観光リゾートスキー場 チャンピオン第5ペアリフトが廃止された。
- 2012年(平成24年) - 2012-2013シーズンから、赤倉観光リゾートスキー場 チャンピオン第7クワッドリフトが廃止された。
- 2013年(平成25年) - くまどーゲレンデを経営する株式会社鈴木商会が中央ゲレンデの経営権を取得(8月)・ヨーデルゲレンデを譲受(10月)し経営統合した[10][注 11]。2013-2014シーズンから、中央ゲレンデがヨーデルゲレンデに吸収された形となり、リフト名称が変更された(中央トリプル→ヨーデル第1トリプル、関見ペア→ヨーデル第4ペア、丸山トリプル→ヨーデル第5トリプル)。わずかに「ダウンヒル中央コース」に名を残す。
- 2014年(平成26年) - 2014-2015シーズンから、赤倉温泉スキー場エリア ヨーデルインフォメーションからヨーデル第1トリプルリフト乗り場までの上り用にムービングベルトが設置された。
- 2020年(令和2年) - 2018-2019シーズン頃から赤倉温泉スキー場エリアは一部リフトを常時運休とすることが目立つようになり、2020-2021シーズンは、休日はヨーデル第2クワッド、第3トリプル、くまどー第2ペア、第5ペア、銀嶺第1ペア、第2ペアの計6基を運休、平日は加えてくまどー第3ペアを運休させているようである。
- 2022年(令和4年) - 2022-2023シーズンから、赤倉観光スキー場は老朽化のためチャンピオン第1クワッドリフトを運休するようになり（かつてあったチャンピオン第2リフトも既に運休）、「チャンピオンビギナーAコース」、「チャンピオンビギナーBコース」はマップ上から消えたが、コースだった場所は圧雪されていて滑走することは可能。
- 2024年(令和6年) - 2024-2025シーズンから、ホテル第5クワッドリフト（旧称:前山第3高速リフト、自動循環式4人乗り）をホテル第5トリプルリフト（固定循環式3人乗り）へ架け替え。山麓駅や支柱などは流用し費用を圧縮。